# Statele Atlanticului mijlociu
Atlanticul mijlociu sau statele Atlanticului mijlociu (în engleză Mid-Atlantic states) este o regiune din Statele Unite, localizată între Noua Anglie și statele Atlanticului de sud. De obicei, regiunea include statele: New York, New Jersey, Pennsylvania, Delaware, Maryland, Districtul Columbia, Virginia și Virginia de Vest. Cu condiții climaterice asemănătoare, Connecticut (în special partea sudică) este de asemenea, uneori inclus în regiune. Atlanticul mijlociu a jucat un important rol în dezvoltarea culturii, comerțului și a industriei americane.
Regiunea a fost caracterizată drept „tipic americană” de către Frederick Jackson Turner. Pluralismul religios și diversitatea etnică au fost importante elemnte ale societății Atlanticului mijlociu de la primii colonizatori olandezi, suedezi, catolici englezi și quakeri de-a lungul dominației britanice și până în prezent. După Revoluția Americană, regiunea a găzduit fiecare din capitalele Statelor Unite, inclusiv actuala, Washington, D.C.
În prima jumătate a secolului al XIX-lea, New York și Pennsylvania au depășit Virginia după numărul populației și statele Noii Anglii ca cele mai importante centre comerciale si industriale ale țării. Un număr mare de germani, irlandezi, italieni, evrei, polonezi și alți imigranți au transformat regiunea, orașele de coastă în special, cum ar fi New York City, Newark, Philadelphia, Washington, DC., și Baltimore, dar și orașe interioare, cum ar fi Pittsburgh Albany și Buffalo.

## Orașe și zone urbane

### Zone metropolitane
Zone metropolitane cu peste 1.000.000 de locuitori.
- Baltimore-Washington-Northern Virginia, DC-MD-VA CSA
- Buffalo-Niagara-Cattaraugus, NY CSA
- Philadelphia-Camden-Wilmington, PA-NJ-DE-MD CSA
- Virginia Beach-Norfolk-Newport News, VA-NC MSA
- New York-Newark-Bridgeport, NY-NJ-CT-PA CSA
- Pittsburgh-New Castle, PA MSA
- Richmond-Petersburg, VA MSA
- Rochester-Batavia-Seneca Falls, NY CSA

|    | Oraș                       | 2010 Pop. |
| -- | -------------------------- | --------- |
| 1  | New York, New York         | 8.405.837 |
| 2  | Philadelphia, Pennsylvania | 1.553.165 |
| 3  | Washington, D.C.           | 646.449   |
| 4  | Baltimore, Maryland        | 622.104   |
| 5  | Virginia Beach, Virginia   | 448.479   |
| 6  | Pittsburgh, Pennsylvania   | 305.841   |
| 7  | Newark, New Jersey         | 278.427   |
| 8  | Buffalo, New York          | 258.959   |
| 9  | Jersey City, New Jersey    | 257.342   |
| 10 | Norfolk, Virginia          | 246.139   |

### Capitale de state
- Albany, New York
- Annapolis, Maryland
- Charleston, West Virginia
- Dover, Delaware
- Harrisburg, Pennsylvania
- Richmond, Virginia
- Trenton, New Jersey

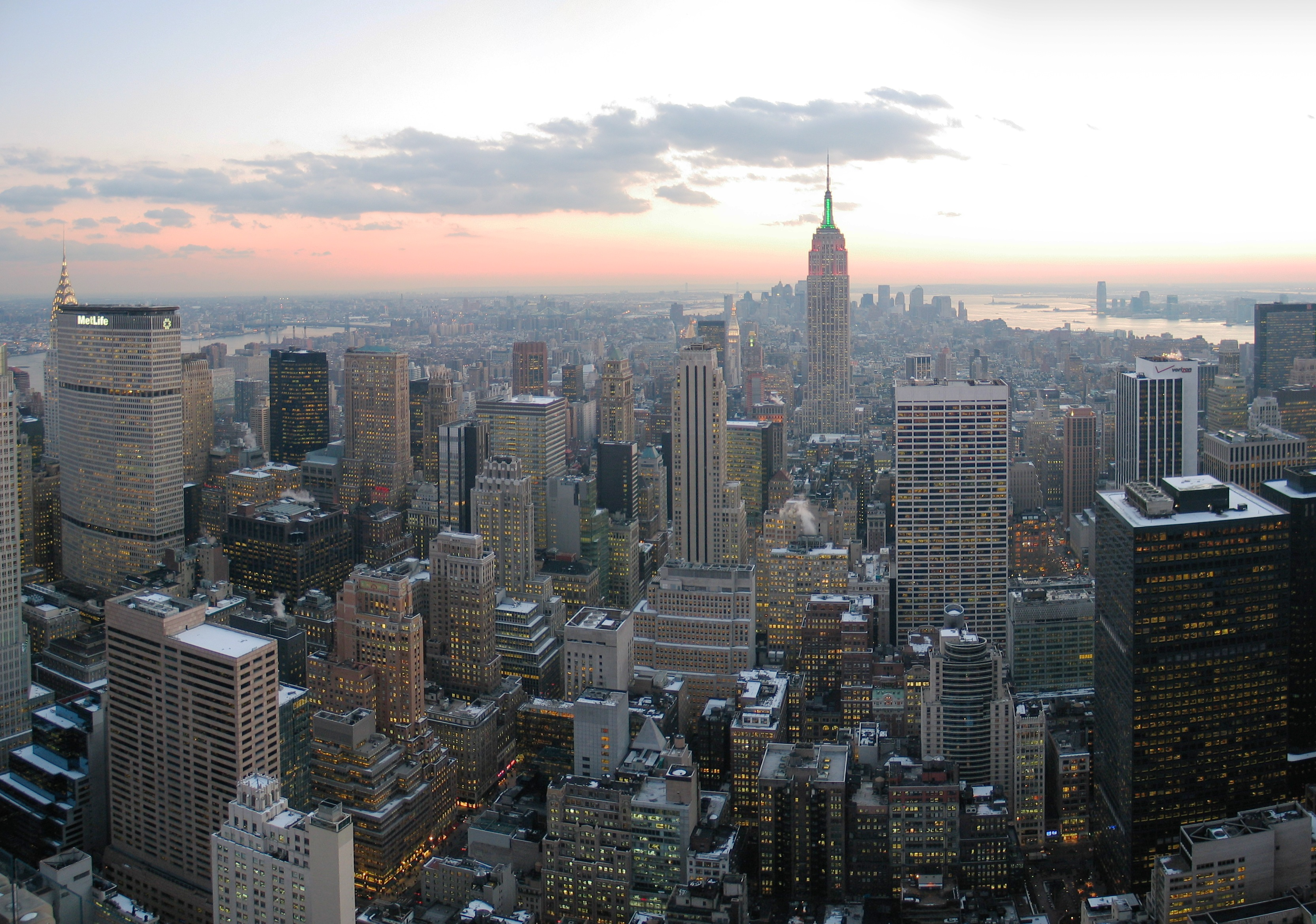
New York City.
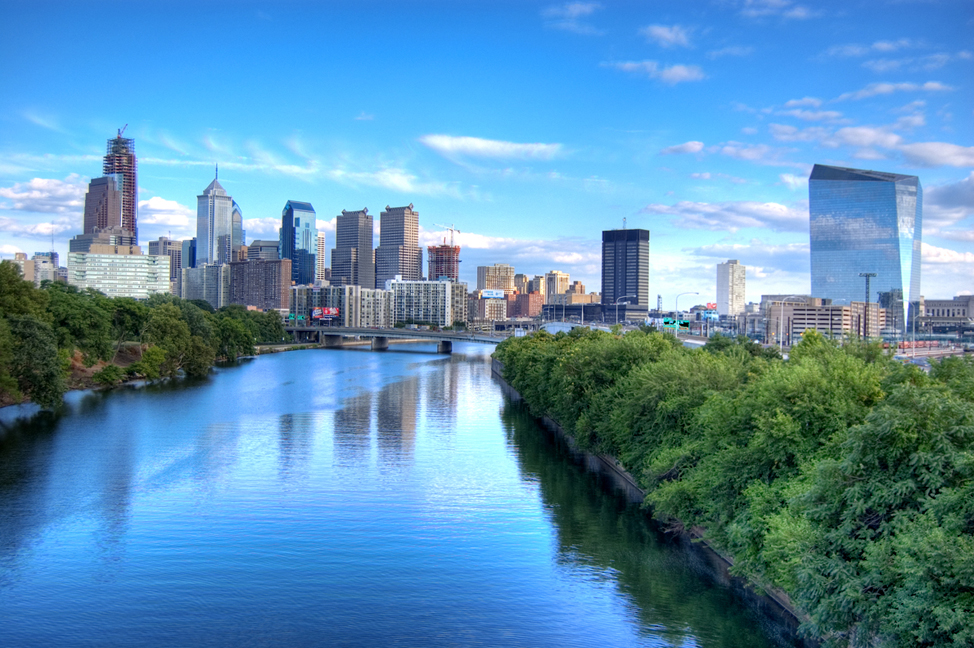
Philadelphia.
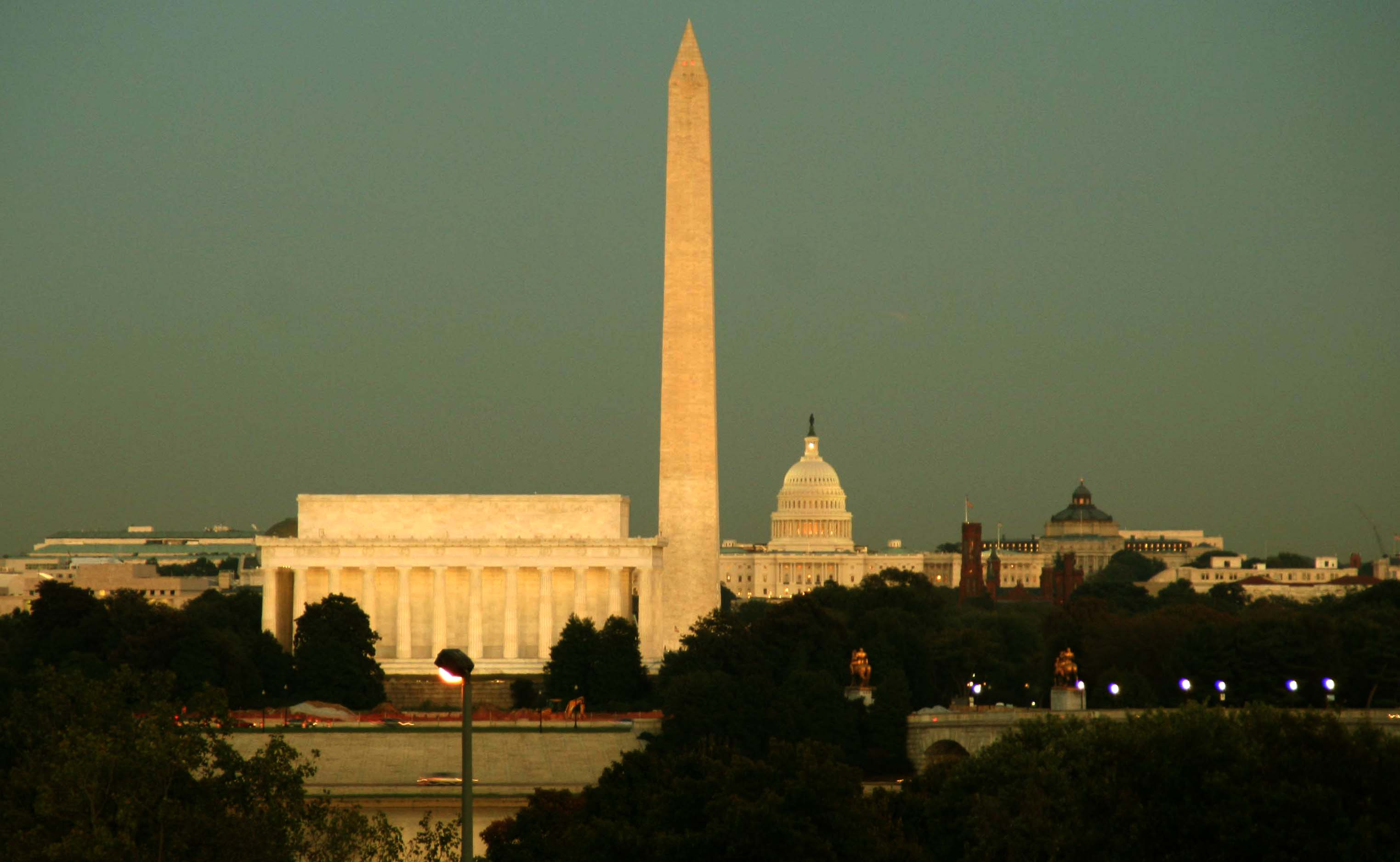
Washington, D.C.
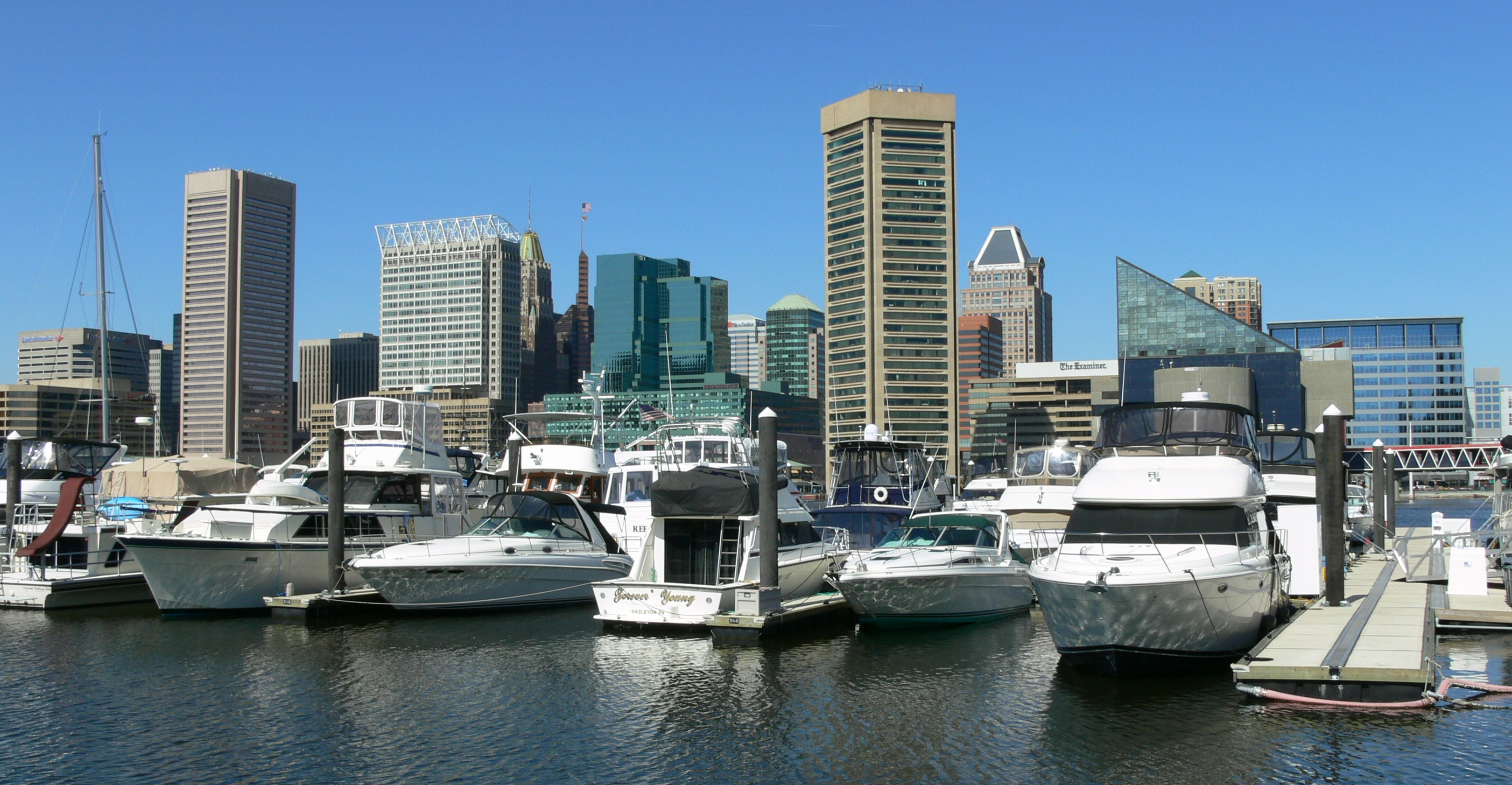
Baltimore.